# تي في تايم
تي في تايم (بالإنجليزية: TV Time)‏ سابقًا تي في شو تايم (بالإنجليزية: TVShow Time)‏ هي عبارة عن منصة تتبع وشبكة تلفزيونية اجتماعية للتلفزيون والأفلام، وهي متاحة سواء في نموذج التطبيقات و نموذج سطح المكتب. باستخدام ذا تي في دي بي كمصدر للبيانات، فإنه يسمح للمستخدمين بتخزين المعلومات حول استهلاكهم للوسائط وترك التعليقات.

## للقراءة المتعمقة
- "TVShow Time, l'appli française qui change la façon de regarder les séries télé". Le Huffington Post. 15 يوليو 2015. مؤرشف من الأصل في 2022-06-12.
- "TvShow Time: come Netflix, ma più economica e con i torrent". Wired. 25 نوفمبر 2014. مؤرشف من الأصل في 2021-04-11.
- "TVShow Time Releases Sleek New App For Its Community Of TV Addicts". TechCrunch. AOL. 15 يوليو 2015. مؤرشف من الأصل في 2023-04-01.